# Mergozzolo

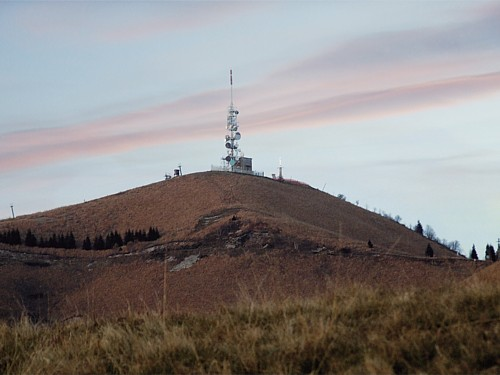
Le Mottarone, sommet principal du massif

Le Mergozzolo (ou massif du Mottarone) est un massif montagneux d'Italie situé dans les Alpes pennines à la limite entre les provinces de Novare et du Verbano-Cusio-Ossola. Il culmine au Mottarone à 1 489 m d'altitude.

## Toponymie
Les noms de Mergozzolo et Mottarone s'utilisent tous deux, ce qui est souvent source de confusion. La plupart du temps, sur les cartes, le massif était (et est encore) indiqué par le nom de son sommet principal : Mottarone. D'autres fois, cependant, le plus haut sommet n'est pas mentionné et, par conséquent, il est appelé avec le nom du massif (Mergozzolo). Cependant, comme souligné en 1884 par l'avocat et alpiniste piémontais Orazio Spanna (it), le Mottarone et le Mergozzolo ne sont pas les mêmes, « comme ne sont pas les mêmes la cheminée et la maison ». En fait, en plus du Mottarone, le Mergozzolo comprend également d'autres sommets : le Monte Mazzarone (it), le Monte del Falò et le Monte Cornaggia (it).

## Géographie
Le massif est bordé au nord par le Toce, à l'est par le lac Majeur, à l'ouest par le lac d'Orta et la Strona, tandis que les pentes sud s'inclinent doucement vers la plaine de Novare traversée par la rivière Agogna, qui a sa source dans cette région montagneuse. Depuis le Mergozzolo naissent aussi d'autres cours d'eau comme le Pescone (it) (affluent du lac d'Orta) et la Stronetta (it) et l'Airola-Erno (it) (affluents du lac Majeur).

## Source de la traduction
- (it) Cet article est partiellement ou en totalité issu de l’article de Wikipédia en italien intitulé « Mergozzolo » (voir la liste des auteurs).